# Angela od Olorona
Angela od Olorona (fra. Angela d’Oloron) bila je srednjovjekovna plemkinja koja je živjela u Francuskoj. Bila je gospa Olorona i Béarna.

## Obitelj
Angela je najvjerojatnije bila kći vikonta Anera Loupa i njegove supruge nepoznatog imena.
Njezin je brat vjerojatno bio vikont Loup Aner, sin njezinog mogućeg oca i konkubine.
Angela se udala za Centulea IV., vikonta Béarna, koji je bio sin Gastona II., vikonta Béarna. Ovo su djeca Angele i njenog muža, trojica sinova:
- Gaston III., vikont Béarna, otac Centulea V., vikonta Béarna
- Rajmond
- Aureol, lord od Baudreixa

## Poveznice
- Oloron-Sainte-Marie
- Vikonti Béarna